# Classe Deodoro
A classe Deodoro foi uma classe naval de encouraçados de defesa costeira operada pela Marinha do Brasil. Era formada pelo Deodoro e Floriano, navios batizados com os nomes dos dois primeiros presidentes do Brasil, Deodoro da Fonseca e Floriano Peixoto. A classe fez parte do programa de aquisição emergencial de embarcações para modernização da marinha brasileira, defasada desde o final do período monárquico. Eram embarcações de pequenas dimensões, se comparadas aos encouraçados construídos na mesma época. A revista Scientific American os chamou de encouraçados de marinha de segunda categoria. No entanto, os vasos de guerra eram fortemente armados e protegidos. 
Seus armamentos principais consistiam de dois canhões Armstrong de 240 milímetros e quatro canhões de Armstrong de 120 milímetros. A blindagem era variável chegando a até 350 milímetros nos compartimentos estanques, por exemplo. Os encouraçados serviram em diversas divisões navais da marinha brasileira, participando de exercícios e evoluções. Em 1910, o Deodoro foi tomado pelos rebeldes na Revolta da Armada, evento motivado pelos maus-tratos dispensados aos marujos. Durante a Primeira Guerra Mundial, os encouraçados da classe patrulharam a costa brasileira. Em 1924, o Deodoro foi vendido ao México, operando naquela nação até 1934. O Floriano foi convertido em navio hidrográfico em 1931 e permaneceu nessa condição até sua baixa em 1936.

## Antecedentes
No início da década de 1880, o governo brasileiro estava preocupado com o estado de sua marinha. Nessa época, o então Ministro da Marinha José Rodrigues de Lima Duarte destacou à Assembleia Legislativa a urgência de se modernizar a Armada com modernos navios encouraçados para valer a posição que o império tinha perante outras potências navais. Até o fim daquela década, o país já tinha dois encouraçados de grande porte (Riachuelo e Aquidabã). No entanto, com o advento da república, irrompeu a Revolta da Armada (1891-1894), com rebeldes simpatizantes da monarquia combatendo os legalistas do novo governo, o que interrompeu a aquisição de novas embarcações.
Durante o conflito, a maioria dos navios da esquadra brasileira ficou nas mãos dos rebeldes, com poucas embarcações em posse dos legalistas que poderiam enfrentá-los. Diante disso, houve um esforço do governo em adquirir embarcações no exterior para diminuir essa diferença de forças, com essa nova esquadra sendo denominada Frota de Papel, pois os navios eram ultrapassados, com baixo poder ofensivo e muitos deles sendo navios civis convertidos em militares, operados por mercenários norte-americanos. O conflito encerrou-se em 1894 com a destruição do moral dos marinheiros, resultando em grandes discórdias e ódio entre eles.
Foi somente com o retorno de Rui Barbosa, que estava exilado na Europa, que a marinha passou por uma revalorização. Seus artigos, sob o título Lições do Extremo Oriente, onde demonstravam os grandes feitos da marinha japonesa em sua vitória na Batalha do Rio Yalu, quando derrotaram os chineses no que ficou conhecido como primeiro exemplo de batalhava naval entre grandes esquadras, procuravam exaltar o poder naval, além de demonstrar o renascimento material e humano da marinha. Tais escritos tiveram um grande impacto nos partidários da reconstrução da Marinha do Brasil.
No final do século XIX, a marinha encontrava-se extremamente defasada. Importantes autores navais teceram duras críticas quanto a situação dela: o próprio Rui Barbosa argumentou que a armada estava "reduzida a restos esparsos e inanimados". Artur Silveira de Motta caracterizou-a de "Marinha liliputiana". Américo Brazilio Silvado, filho do herói de guerra da armada de mesmo nome, dizia que a marinha era "um verdadeiro montão de ruínas. Por fim, para Artur Dias "isso aí que existe não passa de um punhado de destroços desagregados".
De fato, a marinha brasileira da época da Guerra do Paraguai era muito superior a da marinha do início da era republicana. Na época do conflito, o número de embarcações chegava a 94, destes dezesseis eram encouraçados operados por 6 474 oficiais e praças, enquanto que trinta anos depois, pouco mais de meia dúzia de navios estavam em condições de navegar e vários outros em condições deploráveis, sem velocidade, sem artilharia moderna e poucos marinheiros para operarem. Com o objetivo de tentar minimizar essa defasagem, alguns anos após o fim da Revolta da Armada, o governo brasileiro autorizou a construção, em regime de urgência, de dois encouraçados na França (Classe Deodoro), três cruzadores-torpedeiros (Classe Tupi) na Alemanha e três cruzadores protegidos nos Estados Unidos.

## Projeto

### Características

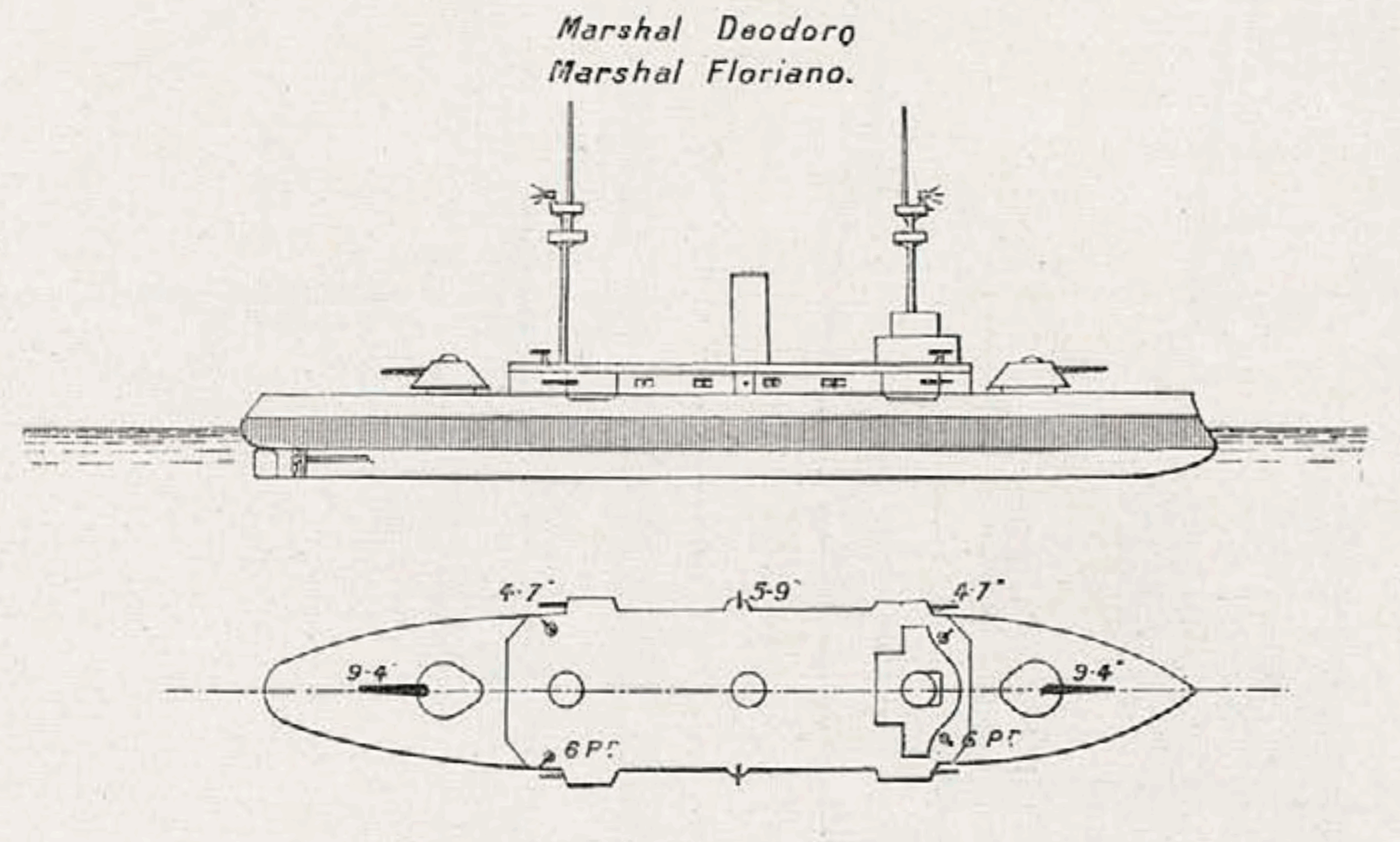
Desenho da classe Deodoro

Os couraçados da classe tinham 3 162,5 toneladas de deslocamento normal e 3 350,5 toneladas completamente carregados. Mediam 81,50 metros de comprimento entre perpendiculares, 83,60 metros de comprimento total, setenta metros de comprimento de quilha, 14,60 metros de boca moldada, 14,40 metros de boca máxima na linha de flutuação, 6,90 metros de pontal, 4,0 metros de calado avante e 4,40 metros de calado à ré.
Tinham seus cascos construídos inteiramente de aço. A vedação deles era garantida pela formação de 17 compartimentos estanque, protegidos por uma blindagem de níquel e aço que variava de 350 milímetros à meia-nau e 150 milímetros nas extremidades. O casco era protegido por 120 milímetros de blindagem nas partes altas e cem milímetros nas partes baixas, além de um sistema cofferdam como redundância de proteção. A casamata e a superestrutura tinham cem milímetros de blindagem e o convés 36 milímetros disposta por duas chapas superpostas acima das caldeiras e máquinas, e trinta a 35 milímetros no restante. A tripulação era composta por 16 oficiais e 344 praças.

### Armamento
O meio ofensivo da classe era composta por um telêmetro Hurlimann com 7 mil metros de alcance máximo; dois canhões Armstrong de 240 milímetros de movimentação elétrica e com uma blindagem de 240 milímetros, instalados um a vante e outro a ré; quatro canhões de 120 milímetros de rápida cadência e movimentação manual, protegidos por 52 milímetros de blindagem, dispostos dois a vante e dois a ré; seis canhões de rápida cadência Maxim Nordenfelt de 57 milímetros montados na superestrutura; dois canhões Nordenfelt de 31 milímetros instalados no passadiço; dois canhões automáticos Vickers de calibre não especificados; uma metralhadora Hotchkiss de sete milímetros; dois tubos lança-torpedos Whitehead BR20 submersos de 47 milímetros.

### Propulsão
O sistema de propulsão era constituído por dois mastros, uma chaminé, seis carvoeiras com capacidade para 250 toneladas de combustível; dois holofotes Sauter Halé de seiscentos milímetros e 16 mil velas, instalados nas plataformas dos mastros. Possuía duas máquinas a vapor de tríplice expansão que desenvolviam até 3 400 HP de potência máxima. O motor acionava duas hélices com pás de 3,40 metros de diâmetro. Todo esse arranjo impulsionava as embarcações a uma velocidade máxima de 15 nós ou 27,78 quilômetros por hora.
Para o sistema aquatubular, a classe possuía oito caldeiras Lagrafel d'Allest, divididos em quatro grupos: dois vaporizadores com capacidade de 250 litros por hora; dois destiladores Card Rayner para 8 mil litros por hora; dois condensadores de superfície Sauter Halé e 16 tanques aguada de 16 mil litros de capacidade totais. E eletricidade era gerada por quatro dínamos Compound, Sauter Halé, 400 amperes e 80 volts, movidos por motor a vapor de dois cilindros.

## Navios
A construção dos navios foi encomenda em 1895 ao estaleiro francês Société Nouvelle des Forges et Chantiers de la Méditerranée, que esteve sob supervisão do Almirante José Cândido Guillobel. O Deodoro teve a quilha batida em 1896, e, nesse mesmo ano, recebeu primeiramente o nome Ipiranga, depois Marechal Deodoro e, finalmente, Deodoro, sendo o primeiro da marinha a ostentá-lo em homenagem ao primeiro presidente do Brasil, o marechal Deodoro da Fonseca. A construção foi temporariamente suspensa pelos brasileiros enquanto eles modificavam seu projeto.
Foi lançado em 18 de junho de 1898, após cerimônia que contou com a presença de representantes do Brasil, da Marinha da França e de uma canhoneira russa. Seu lançamento foi realizado com um botão elétrico, que enviava um sinal para cortar uma corda e deixar uma garrafa de champanhe quebrar no navio. O Floriano teve a quilha batida em 1897, com o lançamento ao mar ocorrendo em 6 de julho de 1898 ou 1899, a depender da fonte. Seu nome foi escolhido para homenagear o segundo presidente do Brasil, o marechal Floriano Peixoto. No início da Guerra Hispano-Americana (1898), oficiais de ambas as nações beligerantes viajaram à França para inspecionar o incompleto Deodoro e o navio-irmão Floriano com o objetivo de comprá-los para o conflito. A construção levaria muito tempo para que valesse a pena adquiri-los. Após sua conclusão, a revista Scientific American os chamou de pequenas embarcações de um tipo "construído apenas para potências navais de segunda classe", mas também observou o quanto era "incrível como tanta blindagem e armamento pôde ser instalado em navios dessa dimensão".
| Nome     | Construtor                             | Batimento de Quilha | Lançamento          | Comissionamento        | Destino                                 | Ref.          |
| -------- | -------------------------------------- | ------------------- | ------------------- | ---------------------- | --------------------------------------- | ------------- |
| Deodoro  | Forges et chantiers de la Méditerranée | 1896                | 18 de junho de 1898 | 1899                   | Vendido para a Marinha Mexicana em 1924 | [ 16 ]        |
| Floriano | Forges et chantiers de la Méditerranée | 1897                | 6 de julho de 1898  | 31 de dezembro de 1900 | Desmontado em 1936                      | [ 16 ] [ 13 ] |

## História
O Deodoro foi comissionado em 20 de junho de 1898. Durante o trajeto para o Brasil, o encouraçado foi confundido com um navio rebelde Boer por uma embarcação britânica, obrigando os brasileiros a navegarem com as luzes apagadas a noite para evitar nova confusão. A embarcação fez parte de várias divisões navais da marinha brasileira. Em 1910, foi uma das embarcações tomadas pelos marujos amotinados da Revolta da Chibata, que contava com a participação dos encouraçados da classe Minas Gerais e o cruzador Bahia, navios recém adquiridos pelo Brasil. Essas ações foram motivadas pelo tratamento brutal que a marinha dispensava aos seus marujos, principalmente contra afrodescendentes, que se assemelhava à escravidão. Após alguns dias, todos os amotinados receberam anistia do governo, dando fim à revolta. Durante a primeira guerra mundial, auxiliou na patrulha da costa brasileira em conjunto do Floriano e do cruzador Tupi. Foi vendido à marinha mexicana em 1924, prestando serviço a esse orgão até 1934, quando foi enviado para desmanche.

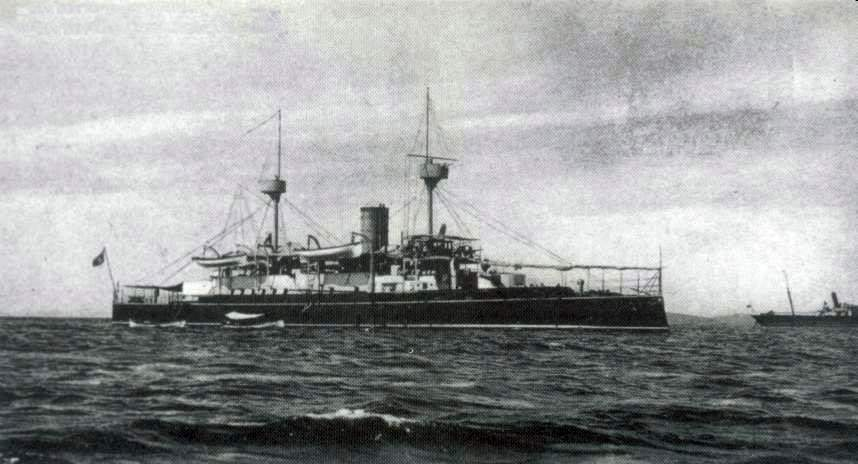
Floriano, provavelmente em 1900

Floriano foi comissionado em 31 de dezembro de 1900. Assim como o Deodoro, participou de várias divisões navais brasileiras. Em 1913, participou de exercícios navais com a esquadra na Ilha de São Sebastião. Os exercícios foram assistidos pelo então presidente Hermes da Fonseca e pelo ministro da marinha. Além do Floriano, os exercícios e evoluções navais tiveram a participação dos encouraçados Minas Geraes, São Paulo e Deodoro, dos cruzadores Barroso, Bahia e Rio Grande do Sul, dos cruzadores-torpedeiros Tupy, Tamoyo e Tymbira, e dos contratorpedeiros Amazonas, Pará, Piauhy, Rio Grande do Norte, Alagoas, Parahyba, Sergipe, Paraná, e Santa Catarina. Durante a primeira guerra, patrulhou a costa brasileira em formação com o Deodoro e o Tupi. A partir de 1931, atuou como navio hidrográfico, terminando sua carreira em 1936.